# Estação Ferroviária de Ribeiradio
A Estação Ferroviária de Ribeiradio foi uma interface da Linha do Vouga, que servia a aldeia de Ribeiradio, no Distrito de Viseu, em Portugal.

## Descrição
A superfície dos carris (plano de rolamento) da estação ferroviária de Ribeiradio ao PK 80+500 situa-se à altitude de 26 650 cm acima do nível médio das águas do mar. O edifício de passageiros situa-se do lado noroeste da via (lado esquerdo do sentido ascendente, para Viseu).

## História

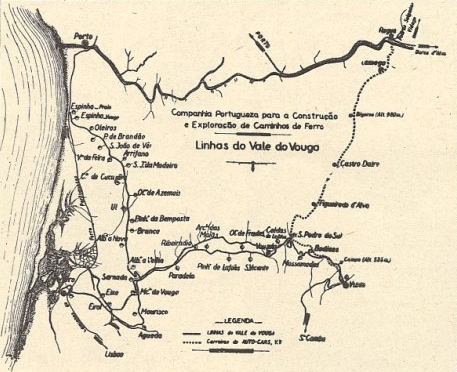
Mapa da Rede do Vouga, onde se vê a localização da estação de Ribeiradio.

Quando se estava a planear a Linha do Vouga, na transição para o Século XX, já se preconizava que Ribeiradio estaria entre as localidades a serem servidas por aquele caminho de ferro.
O tramo de Foz do Rio Mau a Ribeiradio entrou ao serviço em 4 de Novembro de 1913, enquanto que o lanço seguinte, até Vouzela, foi inaugurado no dia 30 desse mês. A Linha do Vouga foi construída pela Compagnie Française pour la Construction et Exploitation des Chemins de Fer à l'Étranger.
Em 1 de Janeiro de 1947, a Linha do Vouga passou a ser explorada pela Companhia dos Caminhos de Ferro Portugueses.
Este interface tinha originalmente estatuto de estação, que manteve até 1984, tendo sido em 1985 despromovido à categoria de apeadeiro.

O lanço da Linha do Vouga entre Sernada do Vouga e Viseu foi encerrado no dia 2 de Janeiro de 1990, como parte de um programa de reestruturação da empresa Caminhos de Ferro Portugueses.

## Leitura recomendada
- SILVA, José; Ribeiro, Manuel (2007). Os Comboios em Portugal. Volume III 1ª ed. Lisboa: Terramar - Editores, Distribuidores e Livreiros, Lda. 203 páginas. ISBN 978-972-710-408-6